# Toronto Metros 1971
Questa pagina raccoglie i dati riguardanti i Toronto Metros nelle competizioni ufficiali della stagione 1971.

## Stagione
La neonata franchigia dei Metros viene affidata allo scozzese Graham Leggat, nelle vesti di allenatore-giocatore. La rosa era caratterizzata da una forte presenza di calciatori europei (inglesi, scozzesi e portoghesi) ma anche da una nutrita rappresentanza di giocatori canadesi. La forte colonia lusitana fu creata grazie all'intermediazione dell'assistente allenatore Artur Rodrigues.
La squadra concluse il torneo al terzo posto della Northern Division, non riuscendo ad accedere alle semifinali per l'assegnazione del titolo.

## Organigramma societario
Area direttiva
- Presidente: John Fisher
- Direttore of player personell: Artur Rodrigues[2]

Area tecnica
- Allenatore: Graham Leggat
- Assistente: Artur Rodrigues

## Rosa
| N.   |                           | Ruolo | Calciatore        |
| ---- | ------------------------- | ----- | ----------------- |
| 1    | Portogallo (bandiera)     | P     | José Henrique     |
| 1    | Scozia (bandiera)         | P     | Dick Howard       |
| 2    | Scozia (bandiera)         | D     | Brian Rowan       |
| 3    | Portogallo (bandiera)     | A     | Virginio Da Costa |
| 3    | Canada (bandiera)         | D     | Tony Lecce        |
| 4    | non conosciuta (bandiera) | A     | Luis Carlos       |
| 4    | Inghilterra (bandiera)    | C     | Brian Talbot      |
| 4/18 | Portogallo (bandiera)     | A     | Júlio Amador      |
| 5    | Portogallo (bandiera)     | C     | António Medeiros  |
| 5    | Inghilterra (bandiera)    | D     | Neil Rioch        |
| 6    | Canada (bandiera)         | D     | Bob Di Luca       |
| 6    | Italia (bandiera)         | C     | Enzo Giani        |
| 7    | Scozia (bandiera)         | C     | Gus Moffat        |
| 8    | Scozia (bandiera)         | A     | Graham Leggat     |
| 9    | Canada (bandiera)         | A     | Walter Muir       |
| 10   | Scozia (bandiera)         | A     | Ian McHattie      |
| 11   | Scozia (bandiera)         | C     | Dave Thomson      |
| 11   | Inghilterra (bandiera)    | A     | Len Tompkins      |

| N. |                           | Ruolo | Calciatore            |
| -- | ------------------------- | ----- | --------------------- |
| 12 | Brasile (bandiera)        | C     | Bene Ataide           |
| 12 | Brasile (bandiera)        | A     | Jorge Félix Correia   |
| 14 | Portogallo (bandiera)     | D     | João Da Costa         |
| 14 | Italia (bandiera)         | D     | Francesco Cappellotto |
| 15 | Canada (bandiera)         | D     | Peter Duerden         |
| 15 | Grecia (bandiera)         | C     | Panos Polyvious       |
| 16 | Canada (bandiera)         | C     | Terry Bidiak          |
| 16 | non conosciuta (bandiera) | A     | Claudio               |
| 17 | Inghilterra (bandiera)    | D     | Phil Davis            |
| 17 | Canada (bandiera)         | A     | John Schepers         |
| 18 | Cipro (bandiera)          | A     | Jim Lefkos            |
| 22 | Inghilterra (bandiera)    | P     | Geoff Crudgington     |
| 22 | Canada (bandiera)         | P     | Laszlo Bastyovansky   |
| 23 | Canada (bandiera)         | A     | Rob Therrien          |
|    | Canada (bandiera)         | A     | Liam Cahill           |
|    | non conosciuta (bandiera) | D     | José Sambu            |
|    | non conosciuta (bandiera) | D     | Salvador Volpati      |

## Risultati
Ogni squadra disputava ventiquattro incontri: quattro (due in casa e due in trasferta) con gli avversari della propria Division, due (uno in casa e uno in trasferta) contro le squadre della Division opposta, e infine quattro contro altrettante squadre straniere ma valevoli ai fini della classifica del campionato.
| 17 aprile 1971 | Dallas Tornado | 2 – 2 | Toronto Metros | Franklin Field |

| 2 maggio 1971 | Rochester Lancers | 3 – 1 | Toronto Metros | Aquinas Memorial Stadium |

| 7 maggio 1971 | Atlanta Chiefs | 2 – 0 | Toronto Metros | Atlanta Stadium |

| 16 maggio 1971 | Toronto Metros | 2 – 2 | N.Y. Cosmos | Varsity Stadium (6.751 spett.) |

| 20 maggio 1971 | Washington Darts | 1 – 1 | Toronto Metros | Brookland Stadium |

| 24 maggio 1971 | Toronto Metros | 0 – 3 | Hearts | Varsity Stadium (4.682 spett.) |

| 28 maggio 1971 | Toronto Metros | 2 – 3 | L.R. Vicenza | Varsity Stadium (12.252 spett.) |

| 6 giugno 1971 | Toronto Metros | 3 – 1 | Atlanta Chiefs | Varsity Stadium (7.114 spett.) |

| 12 giugno 1971 | Toronto Metros | 0 – 3 | Dallas Tornado | Varsity Stadium (6.960 spett.) |

| 23 giugno 1971 | St. Louis Stars | 1 – 0 | Toronto Metros | Busch Memorial Stadium |

| 27 giugno 1971 | Toronto Metros | 1 – 1 | Montréal Olympique | Varsity Stadium (4.896 spett.) |

| 30 giugno 1971 | Toronto Metros | 2 – 3 | Rochester Lancers | Varsity Stadium (2.870 spett.) |

| 7 luglio 1971 | Toronto Metros | 3 – 3 | Washington Darts | Varsity Stadium (2.138 spett.) |

| 10 luglio 1971 | Montréal Olympique | 1 – 2 | Toronto Metros | Autostade |

| 17 luglio 1971 | Toronto Metros | 1 – 1 | Rochester Lancers | Varsity Stadium (7.408 spett.) |

| 25 luglio 1971 | N.Y. Cosmos | 2 – 2 | Toronto Metros | Yankee Stadium |

| 28 luglio 1971 | Toronto Metros | 0 – 0 | Apollon | Varsity Stadium (7.806 spett.) |

| 31 luglio 1971 | Montréal Olympique | 4 – 1 | Toronto Metros | Autostade |

| 4 agosto 1971 | Toronto Metros | 2 – 1 | Bangu | Varsity Stadium (5.760 spett.) |

| 7 agosto 1971 | Toronto Metros | 2 – 1 | N.Y. Cosmos | Varsity Stadium (4.896 spett.) |

| 14 agosto 1971 | Rochester Lancers | 3 – 0 | Toronto Metros | Aquinas Memorial Stadium |

| 18 agosto 1971 | Toronto Metros | 3 – 3 | Montréal Olympique | Varsity Stadium (5.250 spett.) |

| 22 agosto 1971 | N.Y. Cosmos | 2 – 0 | Toronto Metros | Yankee Stadium |

| 25 agosto 1971 | Toronto Metros | 2 – 1 | St. Louis Stars | Varsity Stadium (5.117 spett.) |

## Statistiche

### Statistiche di squadra
| Competizione | Punti | In casa | In casa | In casa | In casa | In casa | In casa | In casa | In trasferta | In trasferta | In trasferta | In trasferta | In trasferta | In trasferta | In trasferta | Totale | Totale | Totale | Totale | Totale | Totale | Totale |
| Competizione | Punti | G       | V       | N       | P       | Bg      | Gf      | Gs      | G            | V            | N            | P            | Bg           | Gf           | Gs           | G      | V      | N      | P      | Bg     | Gf     | Gs     |
| ------------ | ----- | ------- | ------- | ------- | ------- | ------- | ------- | ------- | ------------ | ------------ | ------------ | ------------ | ------------ | ------------ | ------------ | ------ | ------ | ------ | ------ | ------ | ------ | ------ |
| NASL         | 89    | 14      | 4       | 6       | 4       | 23      | 23      | 26      | 10           | 1            | 3            | 6            | 9            | 9            | 21           | 24     | 5      | 9      | 10     | 32     | 32     | 47     |